# 154
Cette page concerne l'année 154  du calendrier julien. Pour l'année 154 av. J.-C., voir 154 av. J.-C. Pour le nombre 154, voir 154 (nombre).
L'année 154 est une année commune qui commence un lundi.

## Événements
- Nouvelle révolte des Brigantes en Bretagne[1].
- Début du règne du roi du Bosphore Tiberius Julius Eupator (fin en 173)[2] ; il paye tribut à Rome[3]. Sous la menace des Alains du Caucase, le royaume du Bosphore et les cités grecques de la Mer Noire se tournent vers Rome pour demander sa protection.

## Naissances en 154
- 11 juillet : Bardesane d'Édesse, philosophe et poète chrétien de Syrie (mort en 222)[4].